# Psechrus kenting
Psechrus kenting is een spinnensoort uit de familie van de Psechridae. De wetenschappelijke naam van de soort werd voor het eerst geldig gepubliceerd in 2009 door Yoshida.